# Kerststallententoonstelling (Pollare)
Pollare, een plaats in de Belgische gemeente Ninove heeft een bijzondere band met kerststallen. Dit is te danken aan het zijaltaar uit de 17e eeuw in de Sint-Christoffelkerk, waarop een schilderij van de aanbidding van de wijzen prijkt. Ieder jaar wordt een tentoonstelling rond een ander thema georganiseerd.

## Geschiedenis
Onder leiding van pastoor Claus en zijn goede vriend en schrijnwerker Jozef Mertens wordt er sinds de jaren '50 een levensgrote kerststal boven het altaar gebouwd.
In 2017 kreeg deze traditie een nieuwe impuls dankzij pastoor Alexander Vandaele en de kerkfabriek. Sindsdien vindt er jaarlijks een kerststallententoonstelling plaats in de kerk van Pollare. Het eerste jaar werden alle kerststallen gemaakt door schoolkinderen uit Groot-Ninove. Hulp krijgen ze sindsdien van de Federatie van Vlaamse kerststalvrienden 'Stella duce' vzw. De tentoonstelling is twee maanden lang, van Advent tot Lichtmis, elke zaterdag en zondag te bewonderen. Elk jaar wordt de tentoonstelling rond een ander thema opgebouwd. In 2023-2024 was het thema “800 jaar kerststal (sinds Sint Franciscus)”, waarvoor kerststallen van over de hele wereld naar Pollare werden gehaald.

## Kerstmarkt Pollare
Nog bekender in Pollare is de kerstmarkt rond die kerk, een jaarlijkse traditie sinds midden jaren 90. Verschillende standhouders bieden hier hun (kerst)cadeaus aan, van houtgedraaide kunstwerken en handgemaakte juwelen tot gehaakte werkjes. Uiteraard zijn er ook heel wat eet- en drankstandjes te vinden. In 2023 werd Pollare uitgeroepen tot Kerstdorp van het Jaar.